# Добра (Турецький повіт)
Добра (пол. Dobra) — місто в центральній Польщі, на річці Телешина.

## Демографія
Демографічна структура станом на 31 березня 2011 року:
|          | Загалом | Допрацездатний вік | Працездатний вік | Постпрацездатний вік |
| -------- | ------- | ------------------ | ---------------- | -------------------- |
| Чоловіки | 704     | 126                | 508              | 70                   |
| Жінки    | 776     | 151                | 458              | 167                  |
| Разом    | 1480    | 277                | 966              | 237                  |